# 生理活性
生理活性（せいりかっせい、英: biological activity、pharmacological activity）とは、生体内化学物質が生体の特定の生理的調節機能に対して作用する性質のことである。また、生理活性を持つ化学物質は生理活性物質（せいりかっせいぶっしつ、英: synthesis of physiological substance、physiologically active substance、bioactive substance）と呼ばれる。
生体内ではさまざまな生理機能が酵素の活性調節や受容体を介した細胞内シグナル伝達により調節されている。これらの調節作用は固有の生体物質を酵素や受容体が認識することで正あるいは負の調節作用が発現する。
この機能は酵素や受容体などホスト物質がゲスト物質である化学物質を認識することで生じる。そのため、ある化学物質が複数の異なる生理機能を持つホスト物質に対してそれぞれ作用する場合は、1種類の物質であっても複数の生理活性を持つということになる。逆にゲスト物質の認識にも揺らぎが存在する為、生体内物質以外の物質でも生理活性を持つものもある。あるいはホスト物質に対する作用を、ホスト物質以外の生体内物質が妨害することによっても、通常とは逆の調節機能を発現するので、結果として生理活性を持つということになる物質も存在する。

## 生物活性
厳密には、上述の生理活性とは本来元から体内に存在する化学物質（内因性物質）の機能を指し、外部から摂取あるいは投与した化学物質（外因性物質）に関してはその機能を生物活性（せいぶつかっせい、英: bioactivity）、物質を生物活性物質（せいぶつかっせいぶっしつ、英: bioactive substance）と言う。
生物活性物質を疾病治療に応用したものが医薬品である。しかし、生物活性を持つことだけが医薬品の特性ではない。複数の生物活性を持てば、それは副作用に通じるし、少量で激しい生物活性をもてば安全な調節の範囲を超え毒性として現れる場合もある。あるいはADME（体の生理機能と薬物が起こす現象群の頭文字）の特性によっては、ごく少量、短時間しか生体内にとどまらないために、生物活性があっても治療効果を表さない場合もある。